# 太堤東、西路

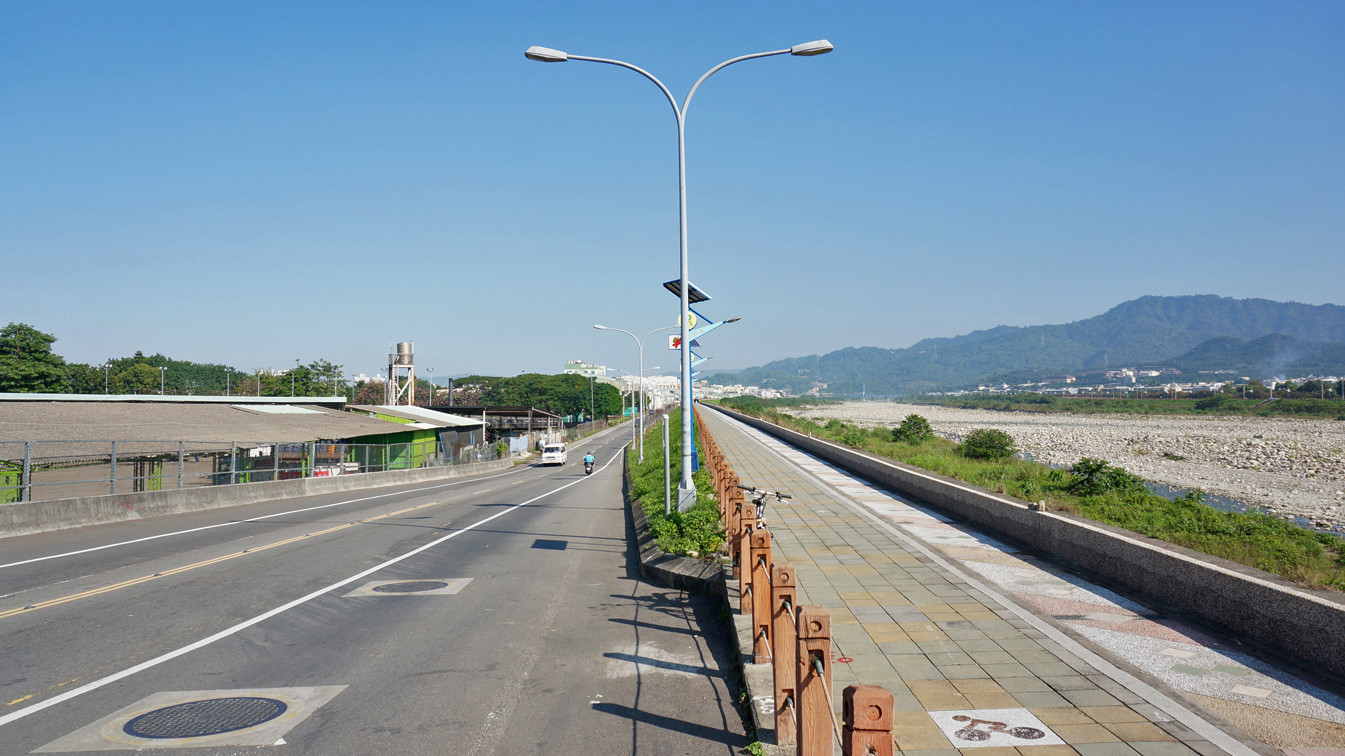
太堤西路

太堤東、西路（計畫名為頭汴坑溪水防道路，亦為頭汴坑溪堤防道路、十九甲堤防）為經濟部水利署第三河川局 （页面存档备份，存于）整治頭汴坑溪後興建的水防道路，目前部份路段已提升到一般道路。大致呈南北向，東西路段分別北起東平路、光興路，南接甲堤南路、草堤路；路段涵蓋臺中市太平區與大里區。兩岸道路均設有行人自行車專用道。

## 路名
- 太堤東路（太平區）－仁堤路（大里區）
- 太堤西路（太平區）－立仁路（大里區）

## 沿線設施
（由北至南）

| 西路段 太堤西路（太平區） 東平路（一江橋） - 堤頂自行車專用景觀橋 - 太平區棒壘球場 太平路（光興隆大橋） - 太平九二一震災紀念公園 長億六街（光德橋） - 臺中市立長億高級中學 - 臺中市太平區長億國民小學 - 永福公園 新仁橋 立仁路（大里區） - 大里十九甲地區 立仁四路（立仁橋） - 臺中市警察局霧峰分局十九甲派出所 德芳南路（立元一橋） - 臺中市消防局十九甲分隊 - 甲堤南路（立善橋） | 東路段 太堤東路（太平區） 光興路 - 堤頂自行車專用景觀橋 - 車籠埔地區 - 臺中市消防局車籠埔分隊 - 臺中市立太平幼兒園 - 陸軍車籠埔營區 興隆路一段（光興隆大橋） - 大里工業區 仁堤路（大里區） 工業十七路（新仁橋） - 大里工業區 善化路（立仁橋） 仁化路（立善橋） 仁慈路 國光路一段、中興路一段（大里橋） |

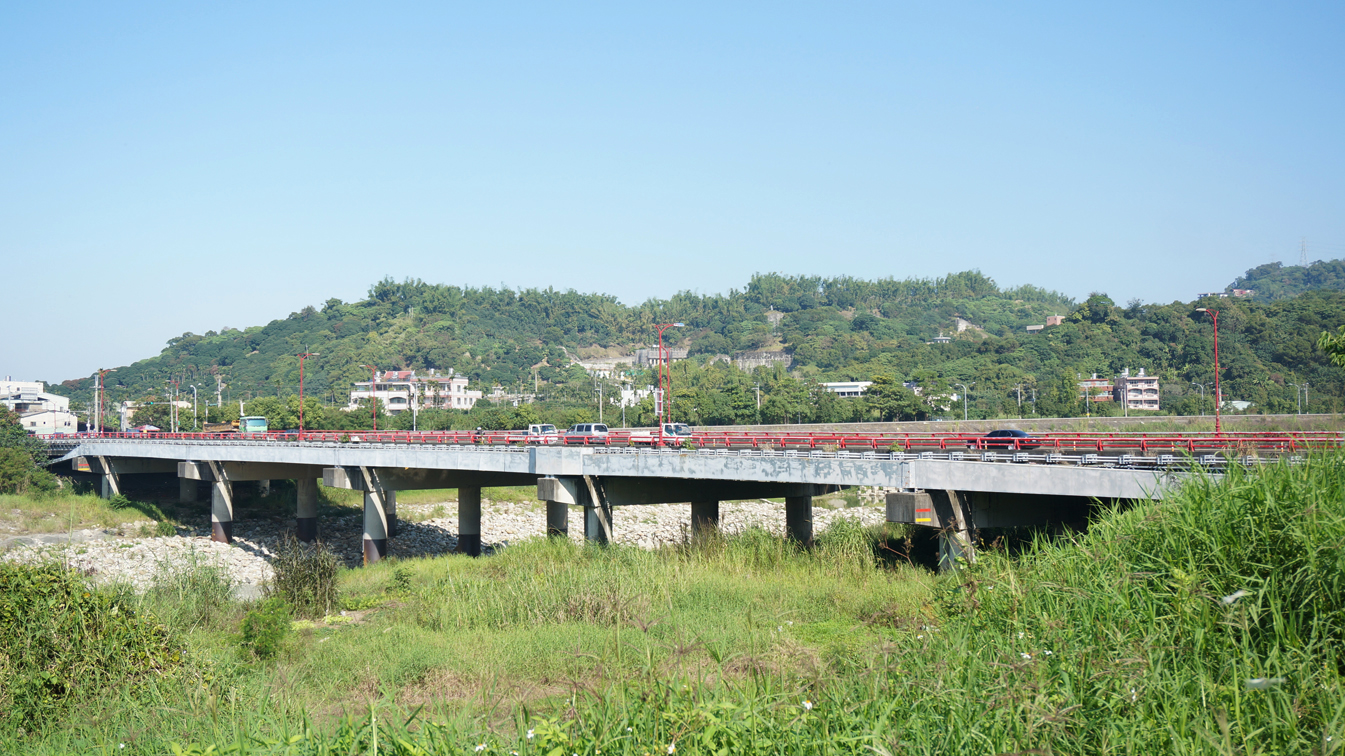
一江橋
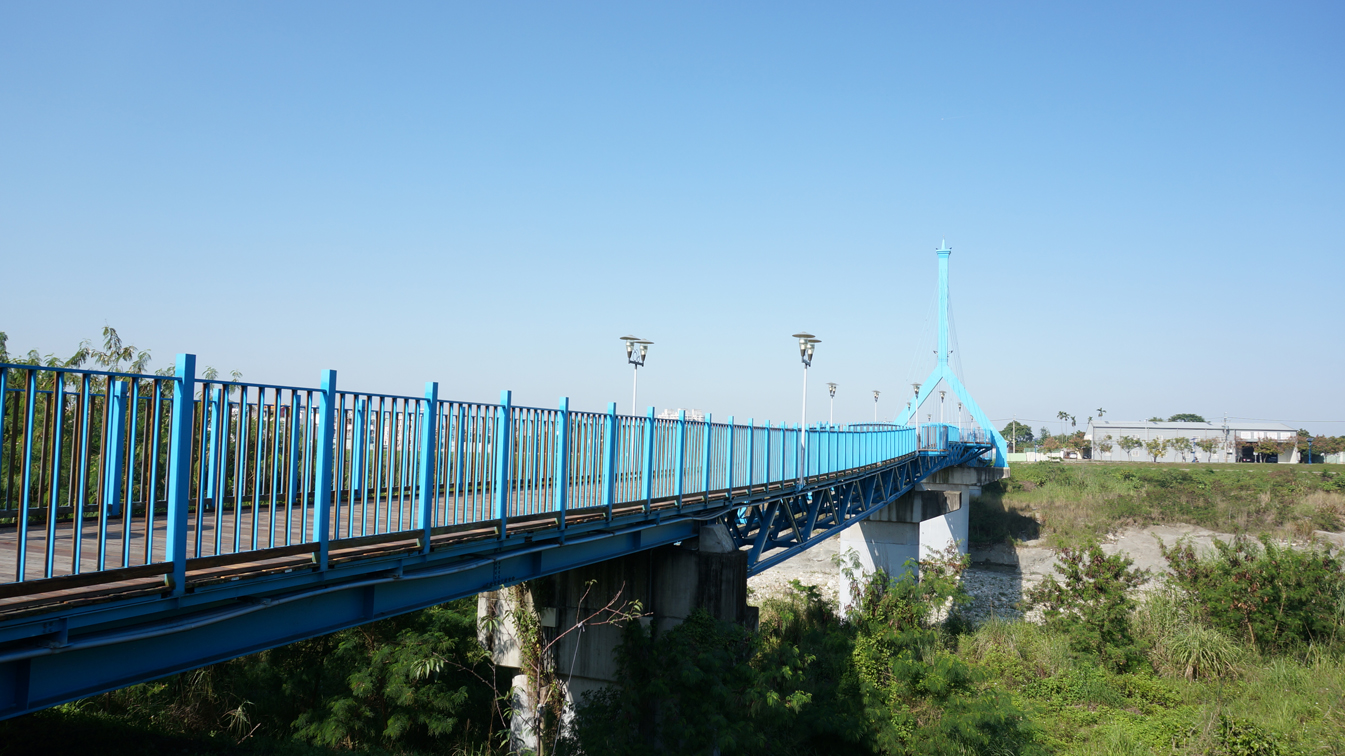
頭汴坑溪自行車道橋